# Dolphin Tale 2
Dolphin Tale 2, en Latinoamérica Winter el Delfín 2, continúa la historia de la delfín Winter, su rescate y rehabilitación gracias a una cola artificial, lo que inspiró la película familiar de 2011 Dolphin Tale o Winter el delfín.
Reuniendo al reparto original Harry Connick Jr, Ashley Judd, Nathan Gamble, Kris Kristofferson, Cozi Zuehlsdorff, Austin Stowell, Austin Highsmith, Morgan Freeman y Winter,se estrenó el 12 de septiembre de 2014 en los Estados Unidos y el 25 de septiembre en México.

## Argumento (Sinopsis)
Al comienzo aparece el rescate de un delfín hembra varada, lo que después se muestra como una historia de Sawyer (Nathan Gamble), dos años mayor, que está instruyendo a nuevos voluntarios del hospital acuario Clearwater Marine Aquarium. Después de la clase se le acercan unas alumnas para hablarle, pero esta charla se ve interrumpida por Hazel (Cozi Zuehlsdorff), quien viene a buscarlo para ayudarle con el espectáculo de Winter en el cual se presenta Bethany Hamilton, la campeona de surf que perdió el brazo en un ataque de tiburón. En medio de la presentación Winter se muestra distante, pero se le da poca importancia y solo la alejan de Panamá, su compañera de estanque. Después del show Sawyer decide ir a casa donde encuentra a su primo junto a su maestro, y este le ofrece a Sawyer ir a hacer un curso donde se recorrerán mares y estudiarán delfines salvajes, y que le ofrecería una convalidación de estudios y un prestigioso currículum. Al día siguiente Sawyer vuelve al centro para contarle a los demás lo que le han propuesto, pero se encuentra con la noticia de que Panamá ha fallecido, y el padre de Hazel, el Dr. Clay Haskett (Harry Connick, Jr.), le explica que tuvieron que separarlas para hacerle unas pruebas a Panamá cuando inesperadamente ésta se hundió hasta el fondo del tanque. Sawyer se va del lugar y se encuentra con Hazel que está muy triste por lo ocurrido, ambos hablan de cuanto querían a Panamá y como la echarán de menos.
Luego Sawyer va a ver a Winter, pero la delfín no reacciona y se mantiene debajo de su plataforma. Entonces saca de su bolsillo los folletos del curso y los tira al suelo. Poco después llega Clay a hablar con Sawyer. Sawyer le pregunta a Clay si era posible que Winter intuyera que Panamá se estaba muriendo, y este responde que no lo tiene claro, pero que quizá Winter vio algo en Panamá que ellos no. Clay ve los folletos y le pregunta si va a ir a Boston para hacer ese curso, pero él le responde que todavía lo está pensando.
Al día siguiente viene el inspector de sanidad, y le dice a Clay que es una falta muy grave tener a Winter aislada y que su depresión es la prueba de ello, pero Clay le dice que tienen planeado juntar a Winter con Mandy, la delfín hembra que rescataron al principio de la película, que estaba a punto de curarse de sus heridas.
Pero más tarde, aparece el problema de que Mandy ya esta totalmente recuperada, y según el protocolo del hospital, cuando un animal está recuperado y puede sobrevivir en alta mar, debe ser liberado. Para Hazel, la hija de Clay, fue difícil de asumir porque Winter tenía que estar con otra hembra urgentemente, pero al final comprende que deben hacer lo correcto, de hecho, acaba dirigiendo ella misma su liberación. Esa misma noche, la madre de Sawyer y todos sus amigos del acuario le organizan una fiesta de despedida en un restaurante. Mientras, Clay estaba vigilando a Winter, es entonces cuando recibe una llamada solicitando un equipo para recoger a una cría de delfín hembra, y eso pone en alerta a todo el personal del hospital. La recogida se realiza con éxito, y dado que la cría, que había sido bautizada con el nombre de Hope, todavía no había aprendido a sobrevivir en el mar, y por lo tanto no podía ser liberada, planearon emparejarla con Winter.
El primer intento de emparejarlas no salió bien, porque Hope se asustó al ver que Winter no tenía cola y nadaba de manera anormal, así que empezaron a pelearse y tuvieron que separarlas. Cuando el equipo se enteró de que el problema estaba en que a Winter le faltaba la cola, a Sawyer se le ocurrió la idea de intentarlo otra vez pero con la prótesis, al principio no todo el equipo estuvo de acuerdo por la posibilidad de que Hope se asustara más al ver ese artefacto enganchado a Winter, pero Sawyer les convence de que al menos deben intentarlo.
En el segundo intento, Hope se asustó un poco al ver a Winter con la prótesis, pero luego la vio nadar con normalidad, dándole a entender que Winter también es un delfín, así que acaban aceptándose.
Sawyer, convencido de que Winter estará bien ahora que tiene a Hope, decide irse a Boston para hacer el curso. Mientras estaba en el coche de camino al aeropuerto, ve a Hazel desde la azotea del hospital quién lanza globos al aire y le envía una foto de Winter y Hope. Y así los dos se despiden desde la lejanía marcando su amistad incondicional.
Cuando pasan los créditos, aparecen imágenes de Winter , Hope y Mandy cuando estuvieron en el hospital marino de Clearwater.

## Reparto
- Winter como ella misma.
- Harry Connick, Jr. como el Dr. Clay Haskett.
- Ashley Judd como Lorraine Nelson.
- Nathan Gamble como Sawyer Nelson.
- Kris Kristofferson como Reed Haskett.
- Cozi Zuehlsdorff como Hazel Haskett.
- Morgan Freeman como Dr. Cameron McCarthy.
- Austin Stowell como Kyle Connellan.
- Austin Highsmith como  Phoebe.
- Bethany Hamilton como ella misma.